# Koninklijke beschikking
Een koninklijke beschikking is een door de Nederlandse Koning ondertekend besluit waarin het een of ander voor zijn huishouding, zijn huis, of een huisorde wordt vastgelegd. Koninklijke beschikkingen en hofbesluiten hebben geen kracht van wet en vallen niet onder de ministeriële verantwoordelijkheid. Aanvulling: blijkens de toelichting van de website van het koninklijk huis geldt de ministeriële verantwoordelijkheid hiervoor wel, nl. op basis van artikel 42 van de Grondwet.
Omdat de leden der Staten-Generaal de ministers wel kunnen vragen naar de hofbesluiten mogen deze uiteraard niet in strijd met het algemeen belang zijn.
Omdat de koning deel uitmaakt van de regering kunnen hofbesluiten die niet overeenkomen met het beleid van het kabinet de ministers in politieke problemen brengen.
De beleidsruimte van de koning is daarom ook binnen zijn Huis dat hij sinds de Grondwet van 1848 "zelf inricht".
Ook hofleveranciers krijgen bij hofbesluit of koninklijke beschikking dit predicaat verleend of wordt het weer ontnomen.